# Miss Mondo 1959
Miss Mondo 1959, la nona edizione di Miss Mondo, si è tenuta il 10 novembre 1959, presso il Lyceum Theatre di Londra. Il concorso è stato presentato da Bob Hope. Norma Gladys Cappagli, rappresentante dell'Argentina è stata incoronata Miss Mondo 1960.

## Risultati
| Risultato finale | Concorrente |
| ---------------- | --- |
| Miss Mondo 1959  | - Paesi Bassi - Corine Rottschäfer |
| 2ª classificata  | - Perù - Maria Elena Rossel Zapata |
| 3ª classificata  | - Israele - Ziva Shomrat |
| 4ª classificata  | - Regno Unito - Anne Thelwell |
| 5ª classificata  | - Danimarca - Kirsten Olsen |
| Semifinaliste    | - Argentina - Amalia Yolanda Scuffi - Germania - Helga Meyer - Giamaica - Sheila Chong - Grecia - Yakiathi Karaviti - Rhodesia - Vivien Lentin - Sudafrica - Moya Meaker |

## Concorrenti
- Argentina - Amalia Yolanda Scuffi
- Austria - Helga Knofel
- Belgio - Diane Hidalgo
- Brasile - Dione Brito Oliveira
- Canada - Huguette Demers
- Corea del Sud - Seo Jung-ae
- Danimarca -  Kirsten Olsen
- Finlandia - Margit Jaatinen
- Francia - Marie Hélène Trové
- Germania - Helga Meyer
- Ghana - Star Nyaniba Annan
- Giamaica - Sheila Chong
- Giappone - Chieko Ichinose
- Gibilterra - Viola Howells
- Giordania - Ufemia Jabaji
- Grecia - Yakiathi Karaviti
- Hawaii - Margaret Moani Keala Brumaghim
- Honduras - Rosemary Lefebre
- Hong Kong - Michelle Mok Ping-Ching
- India - Fleur Ezekiel
- Irlanda - Ann Fitzpatrick
- Islanda - Sigurbjörg Sveinsdóttir
- Israele - Ziva Shomrat
- Italia - Paola Falchi
- Lussemburgo - Josee Pundel
- Norvegia - Berit Grundvig
- Paesi Bassi - Corinne Rottschäfer
- Paraguay - Elvira dos Santos Encina
- Perù - Maria Elena Rossel Zapata
- Porto Rico - Lilie Diaz
- Portogallo - Maria Teresa Motoa Cardoso
- Regno Unito - Anne Thelwell
- Rhodesia - Vivien Lentin
- Stati Uniti -  Loretta Powell
- Sudafrica - Moya Meaker
- Svezia - Carola Håkonsson
- Uruguay -  Yvonne Kelly